# Divna Veković
Divna Veković, črnogorska zdravnica, * 1886, Lužac (Лужац), Kneževina Črna gora, † 1944, Zidani Most.
Starša Divne Veković sta bila Tola in Uroš Veković. Vekovićeva je obiskovala samostan Đurđevi Stupovi in Höhere Mädchenschule v Skopju in Cetinju. Prejela je štipendijo Inštituta Cesarice Marije, tako da se je lahko odpravila na študij v Francijo. v Amiensu je dokončala babiško šolo. Nato je nadaljevala s študijem medicine na Sorboni in se dve leti izpopolnjevala v zobozdravstvu. Divna Veković je bila Črnogorka, ki je postala prva ženska zdravnica v Črni gori. 
Med prvo svetovno vojno je Vekovićeva delala za Rdeči križ na Solunski fronti. Organizirala je številne humanitarne akcije za pošiljanje hrane, pomoči in zdravil. Na Solunski fronti je bila tudi ranjena. Srbski kralj Peter I. jo je odlikoval z redom Karađorđeve zvezde.
Poleg tega, da je bila med prvo svetovno vojno zdravnica, je bila Vekovićeva tudi humanitarka in literarna prevajalka. Kot prevajalka je prva prevedla Gorski venec (srbsko Горски вијенац / Gorski vijenac) iz črnogorskega v francoski jezik; Gorski venec je znana pesem in je igrana v črnogorski literaturi, ki jo je napisal knez-škof in pesnik Petar II. Petrović Njegoš. Vekovićeva je prevedla tudi druge pesmi avtorjev, na primer srbskega pesnika Jovana Jovanovića Zmaja. 
Delo je nadaljevala kot zdravnica do smrti pred koncem druge svetovne vojne.
Divna Veković je umrla na koncu vojne v okoliščinah, ki niso bile nikoli razjasnjene. Govori se, da so jo kot podpornico monarhistične strani pri Zidanem Mostu ubili partizani in jo vrgli v Savo.
Samostan Đurđevi Stupovi v njenem imenu razdeljuje hrano revnim.

## Dela (izbor)
- «Крвни умир». Dissertation Belgrad 1926, 1931.
- «Француска граматика». (Grammaire franco-serbe). Paris 1916.
- «Српско-француски разговори». – Manuel de conversation serbe-français. Rodstein, Paris 1916.
- Dictionnaire serbe-français (avec prononciation figurée). Rodstein, Paris 1917.
- «Француско-српски речник». – Dictionnaire français-serbe. Rodstein, Paris ohne Jahr.
- «Француско-српски речник. награђен од стране Француске Академије наука». (Francusko-srpski rečnik) Геца Кон, Belgrad 1924.
- «Српско-француски речник. награђен од стране Француске академије наука». Геца Кон, Belgrad 1924.
- Francuski učitelj za jugoslovenske iseljenike u Francuskoj. – Guide de la langue française pour les Yougoslaves (conversation et grammaire). Les Éditions internationales, Paris 1937.
- Vie et coutumes du peuple serbe. In: Ethnographie. No. 17/18 (1928), S. 9–29.
- Costume national de la Tzrna Gora de Skoplyé. Société d'ethnographie de Paris, Paris 1936.

Prevodi
- Pierre II Pétrovitch-Niegoch: Les Lauriers de la Montagne (Gorski Viyénatz). Berger-Levrault, Paris 1917.

Urednica
- Vuk Stefanović Karadžić: Contes populaires serbes. Recueillis d'après Vouk Karadjitch par Divna Vékovitch, avec la collaboration de M. Ginier. Editions Internationales, Paris 1934.